# Halloween 4: The Return of Michael Myers
Halloween 4: The Return of Michael Myers is een Amerikaanse horrorfilm uit 1988 onder regie van Dwight H. Little. Het is het vierde deel uit de Halloween-serie en markeert de terugkeer van Michael Myers na zijn afwezigheid in het derde deel.

## Verhaal
Tien jaar na de explosie met een zuurstoftank ligt Michael Myers nog steeds in coma in het zwaar bewaakte federaal instituut voor psychiatrisch gestoorde criminelen. De wet schrijft echter voor dat na een periode van tien jaar de patiënt dient te worden overgeplaatst naar een gewoon ziekenhuis om plaats te maken voor nieuwe criminelen. Tijdens het transport, de nacht voor Halloween, ontwaakt Michael uit zijn coma. Hij weet vervolgens te ontsnappen en gaat terug op pad naar zijn geboorteplaats Haddonfield om zijn enige overgebleven familielid (de 8-jarige Jamie Lloyd) de dochter van Laurie Strode, te vermoorden om zo zijn werk af te maken.

## Rolverdeling
| Acteur            | Personage                                          |
| ----------------- | -------------------------------------------------- |
| Donald Pleasence  | Samuel Loomis                                      |
| Ellie Cornell     | Rachel Carruthers                                  |
| Danielle Harris   | Jamie Lloyd                                        |
| George P. Wilbur  | Michael Myers                                      |
| Tom Morga         | Michael Myers in verband (onvermeld)               |
| Erik Preston      | Jonge Michael Myers in Jamie's visioen (onvermeld) |
| Michael Pataki    | Dr. Hoffman                                        |
| Beau Starr        | Sheriff Ben Meeker                                 |
| Kathleen Kinmont  | Kelly Meeker                                       |
| Sasha Jenson      | Brady                                              |
| Leslie L. Rohland | Lindsey Wallace                                    |
| Gene Ross         | Earl Ford                                          |
| George Sullivan   | Hulpsheriff Logan                                  |
| Carmen Filpi      | Dominee Jackson P. Sayer                           |

## Achtergrond
Na de film Halloween III: Season of the Witch kreeg Moustapha Akkad van veel kijkers de vraag waar Michael Myers was gebleven. Dat was voor hem aanleiding het personage in deze film weer terug te laten keren. Dennis Etchison schreef een script voor de film, maar dit werd door Akkad afgekeurd. Het uiteindelijke script werd geschreven door Alan B. McElroy.
Dwight H. Little nam de regie over van John Carpenter. De muziek van de film werd gecomponeerd door Alan Howarth.

## Ontvangst
Halloween 4: The Return of Michael Myers werd uitgebracht op 21 oktober 1988 en werd door het publiek gemengd ontvangen. Op Rotten Tomatoes heeft de film een score van 29% op basis van 28 beoordelingen. Metacritic komt op een score van 34/100, gebaseerd op 10 beoordelingen. In 1989 werd een vervolgfilm uitgebracht onder de naam Halloween 5: The Revenge of Michael Myers.

## Prijzen en nominaties
In 1990 werd Halloween 4: The Return of Michael Myers genomineerd voor twee Saturn Awards: beste horrorfilm en beste script.